# Paradrina decorata
Paradrina decorata là một loài bướm đêm trong họ Noctuidae.